# Ли Шу
Великое Шу (кит. 大蜀), известное в китайской историографии как Ли Шу (кит. 李蜀) ради отличия от прочих государств с названием «Шу» — короткоживущее государственное образование, существовавшее на территории Китая в 994 году.
В феврале 993 года производитель чая Ван Сяобо из уезда Цинчэн (сегодня это западная часть городского уезда Дуцзянъянь города субпровинциального значения Чэнду провинции Сычуань) поднял восстание. После того, как в декабре 993 года он погиб, восстание возглавил Ли Шунь.
В начале 994 года повстанческая армия взяла Чэнду, после чего было провозглашено создание государства Великое Шу. Ли Шунь объявил себя Князем Великого Шу (大蜀王) и объявил о начале правления под девизом «Инъюнь» (应运). Повстанческие войска двинулись во все стороны, расширяя территорию государства.
Для подавления восстания правительство Северной Сун отправило евнуха Ван Цзиэня. Войска Ван Цзиэня вошли в Сычуань двумя колоннами, и стали бить рассеявшиеся повстанческие войска по отдельности. В мае правительственные войска отбили Чэнду, Ли Шунь погиб при обороне города. Повстанцы, которых возглавил Чжан Юй, отступили на запад, и продолжали сопротивление ещё некоторое время, но к февралю 995 года восстание было в целом подавлено.